# Martin Adjou Moumouni
Mons. Martin Adjou Moumouni (* 29. července 1955, Cotonou) je beninský římskokatolický kněz a biskup diecéze N'Dali.

## Život
Narodil se 29. července 1955 v Cotonou.
Dne 16. července 1983 byl arcibiskupem Christophem Adimou vysvěcen na kněze a byl inkardinován do arcidiecéze Cotonou.
Dne 22. prosince 1999 jej papež Jan Pavel II. ustanovil biskupem nově vytvořené diecéze N'Dali. Biskupské svěcení přijal 10. června 2000 z rukou kardinála Bernardina Gantina a spolusvětitelé byli arcibiskup Nestor Assogba a arcibiskup Felix Alaba Adeosin Job.